# Одлике српске патријархалне културе
Патријархат је друштвено уређење живота људи засновано на строгом поштовању обичаја у оквиру којих највишу власт и највеће поштовање ужива отац или мушкарац уопштено, док жена има подређену улогу. Патријархат се одликује строгим поретком, који се исказује на два начина: жене су подређене мушкарцима, а млађи мушкарци су подређени старијим.
Патријархална заједница се одликује и изразитом превласти мушких припадника над женским, односно у њој жене су потпуно подређене мушкарцима и сасвим су потиснуте из друштвеног и јавног живота. Док су још девојчице, оне су „под влашћу“ оца, а када се удају, онда су „под влашћу“ мужа.
Патријархални вид породице заснива се на врховној надмоћи мужа. Ова породица је патрилокална (сродство се гледа по мушкој страни) и она увек одржава тесне везе – економске, друштвене и верске – са бројним рођацима.

## Одлике српске патријархалне културе
Патријархална култура подразумева посебан начин привређивања, одређену друштвену организацију прилагођену специфичном начину живота и посебну идеологију и систем вредности. Српска патријархална култура јесте пре свега сељачка култура. Основни видови привређивања су сточарство и земљорадња. Када се говори о народу и народној култури, мисли се заправо на сељаке и њихову културу.
Стубови српске патријархалне културе:
- Привреда
- Друштвена организација
- Идеологија
- Систем вредности

Основне јединице патријархалне друштвене организације биле су породичне задруге и племена (братства). Село се делило по засеоцима који су настајали удруживањем припадника истог рода или братства, дакле по крвном сродству.
"Народ српски нема други људи осим сељака. Оно мало Срба што живе по варошима као трговци и мајстори зову се варошани; и будући да се турски носе и по турском обичају живе, а уз буне и ратове или се затворе с Турцима у градове, или с новцима беже у Њемачку; зато они не само што се не броје међу народ српски, него ји још и народ презире. Срби, као сељаци живе само од земље и од стоке.” Вук Караџић
Да се Србија у време доминације патријархалне традиционалне културе изразито бавила сточарством и пољопривредом, доказује и Ото Дубислав Пирх који је у својој књизи "Путовања кроз Србију" увидео да у Србији у 19. веку има свега десетак градова.
У традиционалној култури, највише се вреднују особине попут: правичности, солидарности, слоге, поштовања старијих итд... С обзиром на то, породице и задруге су често знале да се међусобно потпомажу. Постоје моба, спрег и позајмица.
Моба је не само облик добровољног радног удруживања људи већ и нешто више од тога, она је права свечаност. У овом обичају на најбољи и најлакши начин дошли су до изражаја народна слога, солидарност и спремност на узајамну помоћ. Моба се купи ради „свршавања хитних послова који не трпе одлагање, а који се не могу свршити на време једино радном снагом куће чељади.“ Главна карактеристика мобе јесте та да је она бесплатна и добровољна помоћ у раду.
Позајмица је такође добровољан рад, али за разлику од мобе она је нека врста тачно утврђеног натуралног зајма.
Спрег је вид удруживања теглеће стоке у време обављања орања, на обострану корист спрежника.

### Вредности
Идеологија и систем вредности у патријархалној култури- под одређеним животним условима, а у складу са особеном, економијом, друштвеном организацијом и историјским приликама, образује се и карактеристична идеологија патријархалног друштва.
Колективизам је једна од главних вредносних оријентација у овом типу људске заједнице. Колективистичка усмереност води ка економској и друштвеној сарадњи припадника заједнице и представља основицу за пожртвованост и одрицање појединца у свим оним ситуацијама када треба следити заједничке, узвишене и често далеке циљеве које поставља друштвена заједница. Потискивање интимног живота појединца; љубавна, нежна осећања схватају се као слабост. Све се тиче колективизма, свако све зна, и приватне ствари појединца се тичу читаве заједнице.
Колективистичка оријентација се испољава у свакодневном животу, у међусобном помагању у пословима, у заједничком окупљању на саборима, славама, поселима, заветинама и сл. Строгост заједнице се испољава у неисказивању љубави, нежности, страсти, а исказује се и веома поштује јунаштво, достојанство, слава и слобода.
Солидарност, слогу и узајамно помагање динараца прецизно је описао Јован Цвијић. Ни у једној југословенској групи нема толико специјалних речи за обележавање ступњева сродства као код динарског становништва. Оријентација на заједницу огледа се у снажном притиску јавног мњења који је моћан регулатор понашања у патријархалној култури. Неписана правила патријархалне заједнице поштују се много више и имају већу снагу од многих писаних закона. Заједнички, општи друштвени проблеми и спорови се решавају сеоским састанцима.
Постоји велики притисак јавног мњења на појединце. Неприкладно понашање појединца јавно мњење оштро осуђује, некад казна може бити изоловање појединца од друштва, а некад изопштење (потпуно искључивање), као највећа казна („Лишбени уџбет” у Херцеговини).

## Религијска и традиционална сфера породице

### Култ предака
Култ предака и поштовање оца налазе се у самом средишту целокупне патријархалне културе. Предак обезбеђује јединство рода, братства, племена, а старешина својим ауторитетом осигурава слогу у задрузи. У породици отац има највиши углед, њему се указују највише почасти, он заповеда и сноси главну одговорност за напредак породице.
Култ предака и одавања дужног поштовања онима који су били овде пре нас, елемент је традиционализма. Култ поштовања предака представља израз нашег обрачуна са сопственим егоизмом и гордошћу који нам сугеришу да је  све пре или после нас небитно. Исто тако, поштовање предака на колективном плану представља израз припадности одређеној традицији (нација, органски цивилизацијски модел), а то је гаранција кретања у истом или сличном смеру како би континуитет те традиције био настављен и још више изграђен.
Такође, на колективном плану, поштовање предака  које није пука фосилизована форма, представља израз наше одговорности према сопственој традицији, односно свести да морамо одговорно располагати оним што су нам преци оставили у наслеђе. У мистичном смислу, култ предака је вид синергије изван реалног времена свих припадника наше традиције – оних који више нису ту, нас самих и оних који ће тек доћи.

## Задруга
Породица је главни васпитач својих чланова. Задруга је имала предности над инoкосном породицом. Задруга се у народу веома ценила и поштовала због својих многобројних предности које је осигуравала својим члановима. Уколико је једна задруга већа утолико се она више ценила као јака, честита, богата кућа. Захваљујући подели рада и бројности чланова, сви послови су могли бити урађени да се нико не премори. Задругу можемо дефинисати као заједницу више породица које имају једно огњиште, једног старешину, заједничку земљу и имовину, а међусобно су повезани сродством по мушкој линији.
У патријархалној култури постоји строга хијерархија и организација која се поштује, тако да постоји хијерархија у задругама.
Сви мушки чланови који живе у једној ма колико великој задрузи сматрају да су једна крв. Синови се не одвајају од куће, поготово не за време очевог живота. Из тога долази да су мушкарци „рођени“ у задрузи, а жене доведене. Подела рада у оквиру задруге своди се на старешину задруге. Старци и деца раде лакше послове. За задругу је јако важан дух заједништва и породична слога. Узајамну љубав међу члановима задруге Цвијић сматра да је једна од битних одлика задруге. Такође, поштење и марљивост.
Код Јужних Словена родови су били састављени од више задружних породица. Оне се нису делиле већ су многобројни чланови живели у великим заједницама, задругама. Чувена задруга, била је, каже Цвијић, “најкарактеристичнија одлика друштвене организације динарских области”. У средњовековној Србији задруга је била потиснута продором византијске цивилизације. Са пропашћу српског царства дошло је до својеврсног “етничког обнављања”, тако да је задруга васкрсла особен древни облик породице динарских Срба. Задруге су често бројале по 50-60, па чак и до 100 људи. Људи удружени у велика и моћна домаћинства имали су више шансе да преживе и одоле притиску непријатеља. Узајамним економским помагањем задруга, као затворена производна јединица, економски се функционално проширује. Сви мушки чланови који живе у једној задрузи сматрају да су једна крв. Синови остају у кући и углавном се никад не одвајају од ње, а поготово не за очева живота. Они остају у кући са женом, синовима и унуцима, као и с неудатим ћеркама.

Задружну породицу сачињавају отац, ожењени синови и њихове породице. Задругу можемо дефинисати као заједницу више породица које имају једно огњиште, једног старешину, заједничку земљу и имовину, а повезане су сродством по мушкој линији. Она је добро прилагођена начину производње-екстезивном сточарству и земљорадњи. Задружна својина је заједничка, односно сви чланови задруге могу се њоме користити, али је не могу делити и продавати. 
”Имање сваке породице заједничко је тј. на њега имају право сви мушки и женски чланови док су у задрузи.” Светозар Марковић
Подела рада се налази у рукама старешине задруге, који сам одређује ко ће шта радити, међутим старешина не може то да чини потпуно својевољно, без сагласности осталих чланова. Поштује се древно правило по коме се послови деле према способностима, снази и знању задругара, а пре свега према старости и полу. Задруга има свој морал, свој систем вредности, који је уједно и језгро читавог етичког кодекса патријархалне културе.

Задруга има свој морал, односно систем вредности. За задругу је карактеристичан дух заједништва којим је прожет целокупни живот задруге. Главна вредност задруге је породична слога и узајамна љубав међу члановима. Поред тога веома се цене вредности као што су марљивост и поштење. Задружни живот често је некритички хваљен и идеализован од стране неких извештача са терена и етнолога. Дуња Рихтман-Аугуштин критиковала је такво гледиште и показала да заправо таква задруга реално није постојала, осим у главама етнолога. Ни њено гледиште не треба узети као истинито, тачније да је једино стварно оно дисфункционално у задругама, а остало идеализовано.У прошлости за време владавине Османлија , породични живот Срба био је поштеђен страног утицаја.
-”То чини да је породица главни васпитач својих чланова. Сами односи пак у породичном животу, који су одржали непромењене све законе патријархалности, на првом месту су јемство и наравственост код овог народа”, пише Нушић.
У Лушжници и Нишави где је у кући само човек са недораслом женом, или без деце, обично се каже за њих да су самотиња или кратиња.Задруга се у народу веома ценила и поштовала и пословице то истичу. Задружне породице су богатије од инокосних породица. Веће задруге имају већи ауторитет.

## Статус и улога чланова у задрузи

### Домаћин
Улоге задругара у задрузи су јасно и хијерархијски подељене. На самом врху хијерархије као и највиши ауторитет се налази старешина или домаћин. Када отац остари, он преда старешинство најпаметнијем сину. По свом карактеру он мора бити чврст, правичан, високо моралан човек, а у руковању заједничким добром штедљив и чуваран. Од њега зависи успешност задруге. Власт и моћ старешина није неограничена. Када су у питању крупни послови и важне одлуке, он се увек саветовао са осталим старешинама. Старешина одређује шта ће ко радити у задрузи. Као очинска фигура, он охрабрује појединце у задрузи и помаже им да прођу кроз кризе.
Глава породице, носилац свих породичних култних радњи, ужива изузетно поштовање код својих људи који му то показују. Он се држи достојанствено, мало говори, ретко викне, избегава да се шали, носи лепше и раскошније одело него остали. Када домаћин говори синовима и другим укућанима, они стоје и слушају ћутећи. Када домаћин улази у кућу, сви присутни одмах устају.
Старешина је, дакле, углавном најстарији члан породице. Он је најпоштенији, најмудрији, најспособнији, правичан, моралан човек и вредан радник - “најбољи усталац”. Има добар однос са породицом и другим људима. Такође је строг, правичан, разборит добар организатор посла, поштен и непристрасан “судија” у међусобним споровима. Достојанствен, мало говори, ретко повиси тон, избегава шале, носи лепше одело од осталих. Када он говори, сви га слушају и ћуте, а када иду улицом - он иде напред, а остали иза њега. Када улази у кућу, сви присутни устају и налазе му место за седење.

#### Однос домаћина са другим људима
Домаћин је вешт, мудар, способан да заступа и брани интересе своје породице, Он ужива углед у сеоској заједници. Мора да одаје утисак способног и вредног човека који брине о својој породици. Домаћин има “неограничену власт над својим народом”, и он се пита за све у задрузи. Мора да води рачуна о добробити читаве задруге, располаже заједничким новцем и доноси пресуде у породичним споровима и кажњава задругаре за непослушност и неодговорност у извршавању обавеза.

#### Обавезе домаћина
Дакле, он води бригу о породици и чува и умножава стечену имовину, контролише послове у задрузи - све треба да буде благовремено обављено. Исплаћује све дугове властима. Његова религијска дужност - служи на слави и кади укућане тамјаном. Подучава задругаре реду. Он је рater familias - отац породице; охрабрује појединце да преброде психичке потешкоће. Домаћин управља кућом и имањем све док може одговорно да обавља све послове. Када остари, старешинство предаје млађем и угледном мушком члану, оном ког он сматра најспособнијим. Уколико старешина лоше обавља свој посао, нпр. пије, коцка се и не мисли на опште добро задруге, тада га задругари смењују.
Домаћица. Она може бити жена старешине, али и његова мајка, затим жена његовог брата или нека од старијих жена која најбоље обавља улогу која јој је додељена. Домаћица је женски старешина. Она је жена која најбоље обавља посао међу женама. Врши поделу рада међу женским члановима задруге и надгледа их. У већим задругама су се жене смењивале на дужности редуше. Редуша је жена која је на недељном нивоу обављала посао за целу задругу: меси, кува, носи воду и чисти кућу.
Задругари. Сви остали чланови задруге. Мушки чланови међу собом су једнаки, односно имају иста права на кућу, земљу и целокупно имање. Свако ради колико може, према својим могућностима, према узрасту и полу. Они имају мање права од домаћина, али и мање обавеза, тако да живе прилично безбедно. Њихова дужност је да слушају домаћина и благовремено и ваљано обављају послове за које су задужени.
Преступник и његова породица се потпуно изолују и одбацују из друштва од  стране села. Такви жигосани људи нису смели ни да иду на славе, ни да се жене, ни да учествују у друштвеном животу.

## Дистрибуција моћи
У задрузи постоји подела моћи према старости и полу.

### Старији-млађи
По годинама старији чланови задруге имају неприкосновено виши положај у односу на млађе. У патријархалној култури сматра се да су старији несумњиво мудрији и искуснији, способнији од млађих и да зато заслужују њихово поштовање. Ова обавезна потчињеност млађих старијима у патријархалној задрузи јесте аксиом. Постоји систем знакова исказивања скоро побожног страхопоштовања млађих према старијим. "Бунтовницима” не прети само сила и казна старијих, већ осуда и презрење задругара. У српској патријархалној култури важан је принцип хијерархије. Ауторитет у овој заједници почива на узрасном добу, тј старији увек заповедају млађима. У нашем језику, старији означава и онога ко је виши по рангу, положају и чину. Када домаћин, на пример, говори синовима и другим укућанима, они стоје и слушају ћутећи. А када иду улицом, домачин иде напред, а укућани који га прате позади, на пристојној раздаљини. Када домаћин улази у кућу, сви присутни одмах устају, и брже-боље му налазе место да седне.
У патријархалној кулутри старији имају супериоран положај у односу на млађе, они то поштовање исказују у начину поздрављања, у разговору, у раду. Њихов ауторитет није толико заснован на сили или строгом кажњавању непослошности, већ на јавном осуђивању младих који се не односе са поштовањем према старијима.

### Мушкарци-жене
У свести задругара постоји јасан појам о супериорности мушкарца и мушкарци уживају веће привилегије. Влада опште мишљење да је жена мање вредно, инфериорно биће у сваком смислу. У оваквој друштвеној заједници постоји максимално сексистичка расподела послова. Народ се користи ,,пропагандом” за стварање негативне слике о жени. Пословице попут: “..Све зло долазило је увек од жене”, ,,Нема пакости над женском.”, ,,Ђе ђаво не може свршити онђе бабу пошаље” доказују управо то.
Грбаљски законик из 1427. : ,,Двије главе женске (вреде) за једну мушку.” Велика казна за прељубу, крађу. Неравноправна вредност сведочења када је у питању жена у односу на мушкарца. ,,Коња и жену треба држати за улар.” ,,На псето замахни, а ђевојку удри.”Мушкарац има апсолутно неоспорно право на ,,васпитање” жене. У традицијском, митском мишљењу, жена је представљена крајње тамно: жени се по правилу, приписују негативни атрибути, односно негативан пол бинарних опозиција које су у веровањима, обичајима и предањима везани за однос мушко-женско. Жена је мање вредно, лукаво, немоћно  биће, а мушки чланови имају презрив став који се изражава у свакодневном животу, али и у обичајима, веровањима, причама итд...
Жена пошто је нечиста и мање вредна, она је дужна да се строго придржава извесних правила и табуа патријархалне културе који регулишу њен однос према мушким припадницима ове културе.
Међутим, постоје инфериорнији и од најинфериорнијих. За мајку се зна рећи ,,Материн благослов и Божији - једно су.” Домаћица - ,,Не стоји кућа на земљи него на жени.” Али и: ,,Супруга боље да је слијепа но што је лепа”, ,,Kоја се често огледа слабо кућу надгледа”.
Најповољнији положај за жену је положај мајке, домаћице, сестре и девојке, а најнеповољнији нероткиње, невесте и супруге.

### Муж-жена (супруга)
Жена се зове стопаница (прати мужа у стопу). О тешком положају жена пише Вук „у Црној Гори их држе као робиње.“ Жене су срећне ако не добију мужа који их не туче. Жена у Србији је „слуга и мужу и његовим родитељима“. Какав су положај имали, види се и из међусобних ословљавања. Жена није смела да спомене име њеног мужа.
У патријархалној култури, жена прихвата свој инфериорни положај, а властиту потчињеност мужу на безброј начина ритуално и јавно демонстрира. Муж и жена имају однос сувереника и поданика. Жена мора безусловно да се потчињава мужу. Вук Караџић пише: ,,Човек је господар и господари, жена служи и слуша.” Жена у Србији је слуга за мужа и за његове родитеље. Брак се тешко раскида, а прељуба оштро осуђује. Од деце се тражи апсолутно поштовање родитеља и уопште послушност према старијима. Све јавне и одговорне послове обављају мушкарци, а женама су препуштени послови који су везани за породицу и кућу. Жени се у српској патријархалној култури приписују негативни атрибути, оне су зле, пакосне, зависне, глупе и лукаве и мушкарци имају мизогини став како у свакодневном животу, тако и у обичајима, веровањима, причама итд.
Жена је дужна да се строго придржава извесних правила и табуа патријархалне цултуре који регулишу њен однос према мушкарцима. И поред свега, најповољније положаје имају мајке, домаћице, сестре и девојке, а најнеповољније невесте, супруге и нероткиње. Народ за мајку каже: ‘Жена је жена, али мајка је мајка’, а за супругу, поготово ако је лепа ‘Боље да је слепа, но што је лепа’. О овом неповољном положају супруге говори то колико је она потчињена свом мужу. Жене су биле те које су сем својих женских послова, радиле и око пољских и других послова, а муж је био са стране и мотрио, и уз све то су биле срећнице уколико их муж не би тукао из чиста мира. Брак се тешко раскида (главни разлог је раскид због немања порода, а прељуба се оштро осуђује). Брак се тешко раскида. Главни разлог за раскид је немања порода, док се прељуба оштро осуђује.
Неки од начина исказвања покорности су ти да жена служи мужа док једе, да му не сме противречити ни када мисли да је у праву, да је константно у страху, да је може отерати ако му не роди мушко дете. А ако му се супротстави тући ће је и неће никоме одговарати за то.